# A rák új ruhája
A rák új ruhája a Vízipók-csodapók című rajzfilmsorozat első évadjának kilencedik epizódja. Szabó Szabolcs és Szombati Szabó Csaba rendezte, a forgatókönyvet Kertész György írta. A szereplők hangját Pathó István, Harkányi Endre, Kőmíves Sándor és Császár Angela kölcsönözte.
Elsőként 1978. március 1-jén sugározta a Magyar Televízió.

## Cselekmény
Az állatok alig bírják a rekkenő hőséget, amikor egy nagy termetű szörny érkezik távoli tájról a közeli partra. Egyedül Vízipók nem bizalmatlan az idegennel szemben. De ő is csak addig, amíg szörnyű látványra nem ébred!

## Alkotók
- Rendezte: Szabó Szabolcs, Szombati Szabó Csaba
- Írta: Kertész György
- Dramaturg: Bálint Ágnes
- Zenéjét szerezte: Pethő Zsolt
- Operatőr: Barta Irén, Polyák Sándor
- Hangmérnök: Bársony Péter
- Vágó: Czipauer János
- Rajzolták: Haui József, Kecskeméti Ilona, Neuberger Gizella, Újváry László
- Színes technika: Kun Irén
- Gyártásvezető: Doroghy Judit, Vécsy Veronika

Készítette a Magyar Televízió megbízásából a Pannónia Filmstúdió és a Kecskeméti Filmstúdió

## Szereplők
- Vízipók: Pathó István
- Keresztespók: Harkányi Endre
- Rák apó: Kőmíves Sándor
- Méhecske: Császár Angela